# Režanci
Režanci (tal. Rezanci, Resanci) naselje u općini Svetvinčenat u Istarskoj županiji. Nalaze na pola puta između Pule i Pazina. Naselje je površine tri četvorna kilometra, a stanovnici se većinom bave poljoprivredom i stočarstvom.

## Povijest
Naselje Režanci, nazvano po imenu Ražana kraj Zadra, osnovali su doseljenici iz okolice Zadra, nositelji prezimena; Razzan, Bilich, Petrovich zvan Gromičar po mjestu Gromnica, u blizini Bokanjačkog jezera, 7 km od Zadra, te Regolich, Parunich i dr.
Stanovnici Gromnice i drugih okolnih naselja povukli su se s ugroženog područja, nakon što se osmanlijska vojska 15. srpnja 1500. počela spuštati prema zadarskom području.
U obližnjoj šumi Ograda 8. veljače 1944. formiran je Prvi udarni bataljon operativnog štaba za Istru. Činili ga borci pulske, barbanske i rovinjske čete, a bataljonu se priključio i veliki broj mladića iz Režanaca.

## Stanovništvo
| broj stanovnika |       |       | 249   | 241   | 269   | 305   | 461   |       | 372   | 363   | 312   | 242   | 198   | 219   | 231   | 219   | 200   |
|                 | 1857. | 1869. | 1880. | 1890. | 1900. | 1910. | 1921. | 1931. | 1948. | 1953. | 1961. | 1971. | 1981. | 1991. | 2001. | 2011. | 2021. |

## Znamenitosti
U samom selu nalazi se jednobrodna crkva sv. Germana iz 16. stoljeća.
U okolici sela nalazi se mnoštvo autohtonih istarskih kažuna.

## Turizam
U selu možete posjetiti muzej-galeriju pod nazivom "Brdo" gdje možete vidjeti umjetnine u drvu koje izlaže Josip Bilić Gašpar, kao i slike na platnu koje su rad Draženka Pačića. U muzeju je mnoštvo starog oruđa i raznoraznih alata koje su koristili starosjedioci sela Režanci.
Pojašnjenja i neka druga pitanja u vezi samog muzeja i stvari koje se u muzeju nalaze vrlo će vam rado pojasniti Josip Bilić Gašpar.

## Znamenite osobe
- Antun Milovan, hrv. narodnjak kršćanskog usmjerenja, suradnik i prijatelj svećenika, antifašist i antikomunist, mučenik komunizma
- Ivan Milovan, biskup porečko-pulski
- Ruža Petrović, hrv. antifašistica[4]

## Vanjske poveznice
- Stranica općine